# Lygodactylus stevensoni
Lygodactylus stevensoni (карликовий гекон Стівенсона) — вид геконоподібних ящірок родини геконових (Gekkonidae). Мешкає в Південно-Африканській Республіці і Зімбабве. Вид названий на честь Джеймса Стівенсон-Гамільтона, "батька" національного парку Крюгер.

## Поширення і екологія
Карликові гекони Стівенсона мешкають на півдні Зімбабве (на південь від пагорбів Матобо і руїн міста Кхамі) та на північному сході ПАР (в долині Лімпопо, на південь до національного парку Крюгер), можливо, також на крайньому сході Ботсвани. Вони живуть в лісисих саванах, в тріщинах серед пісковикових і гранітних скель та під корою мертвих дерев. Відкладають яйця.